# Solo una mujer (telenovela)
Solo una mujer es una telenovela colombiana realizada por Caracol Televisión para el Canal Uno en 1993. Se trataba de una historia original con argumentos y libretos de Luis Felipe Salamanca y Dago García, bajo la dirección de Magdalena La Rotta. 
Sus protagonistas fueron Marcelo Cezán y el debut actoral de la modelo y presentadora Viena Ruiz. Es una producción que tiene en su elenco muchas figuras nuevas, entre las que se cuentan, además de los protagonistas, Angie Cepeda e Isabella Santodomingo. Además también intervienen estrellas de la talla de Margalida Castro, Consuelo Luzardo, Nórida Rodríguez y Humberto Dorado.

## Sinopsis
La trama de la telenovela se desenvuelve en el mundo de la televisión, un complicado ambiente de intrigas, apariencias y luchas por el estrellato y la fama.
Mientras que Daniel Santillana (Marcelo Cezán) es el hijo único de una de las socias de un canal de televisión y a quien el poder de su madre le sirve para conquistar jóvenes actrices, Natalia Michelena (Viena Ruiz) es una hermosa y pobre vestuarista quien, recién llegada a la ciudad, trabaja para sostener a su madre alcohólica, que se emplea también como costurera del mismo Canal.
El sueño de Natalia se cumple al enamorarse de Daniel y obtener la oportunidad de actuar.
Natalia Michelena incluso llega a protagonizar, todo parece jugar a favor de esta moderna Cenicienta, sin imaginar que Daniel le oculta una verdad y que detrás de su ascenso y romance están las manipulaciones de los socios del canal.
Natalia descubre muy tarde que Daniel ya es un hombre casado con una de las principales socias del canal. La esquizofrénica y celosa esposa llega de un largo viaje sin avisar y es quien exige el despido de la vestuarista y la condena al desprestigio.
Natalia queda a la deriva y con su corazón roto, pero la oportunidad de resurgir vendrá de la mano de un canal de la competencia quienes también querrán utilizar a la mujer para ensalzarla como una rutilante estrella, y a la vez conseguir la venganza de lo sucedido en el pasado. 
Todos estos sucesos serán obstáculos para que Natalia y Daniel consoliden su amor.

## Elenco
- Marcelo Cezán ... Daniel Santillana
- Viena Ruiz ... Natalia Michelena
- Margalida Castro .... Josefina Michelena
- María Eugenia Parra ... Dra. Claudia Fischer
- Consuelo Luzardo ... Lili de Santillana
- Angie Cepeda ... Carolina Altamirano
- Isabella Santodomingo ... Lía de Santillana
- Humberto Dorado ... Pablo Ponce de León
- Claudia Liliana González ... Matilde
- Álvaro Bayona ... Altamirano
- Fernando Solórzano ... Nelson Sánchez
- Waldo Urrego ...Frank
- Enrique Carriazo ... Víctor Niño
- Maurizio Konde .... Comandante de Policía

Con la actuación especial de: 
- Nórida Rodríguez ... Estefanía de Ponce